# Volker Ebersbach

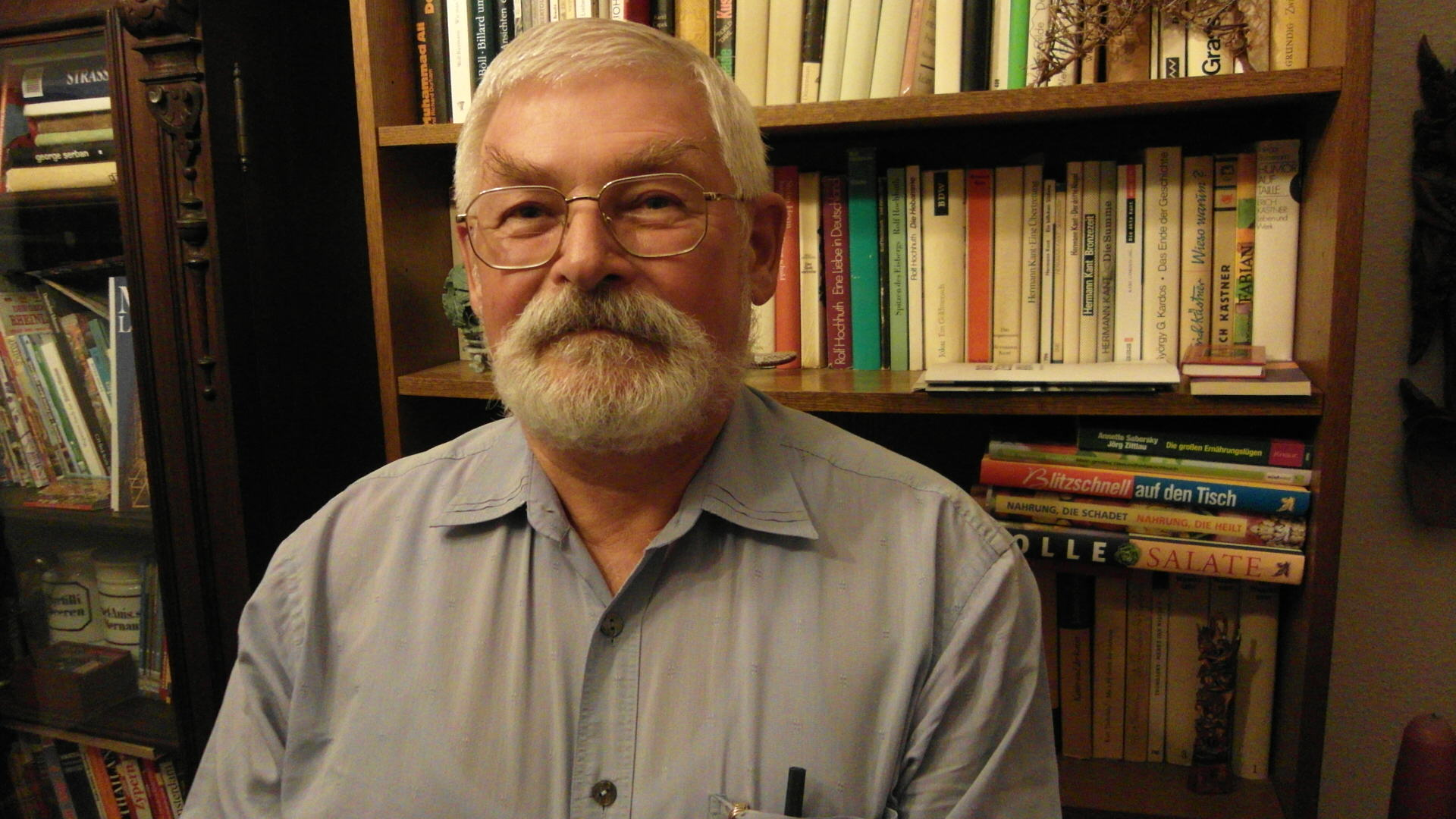
Volker Ebersbach (2014)

Volker Ebersbach (* 6. September 1942 in Bernburg (Saale)) ist ein deutscher Schriftsteller.

## Leben
Volker Ebersbach ist in Bernburg/Saale geboren und aufgewachsen, er besuchte die Goethe-Schule und die Heinrich-Heine-Schule als Grundschulen und danach die Oberschule (heute Gymnasium Carolinum). Hier wurde er sehr von seinem Deutschlehrer und Kunsterzieher Karl Görner gefördert, der ihm insbesondere ein Germanistikstudium in Jena nahelegte. Ebersbach hat ihm später ein literarisches Denkmal in dem Buch „Die letzte Fahrt der Württemberg“ gesetzt.
Ebersbach machte nach dem Abitur eine Schlosserlehre, studierte dann aber 1961 bis 1966 Klassische Philologie und Germanistik an der Friedrich-Schiller-Universität Jena (FSU). Hier erfuhr er eine besondere Betreuung durch den damaligen Direktor des Instituts für Germanistik Joachim Müller. Ebersbach promovierte 1967 an der FSU bei Ernst Günther Schmidt über den römischen Satiriker Titus Petronius. Schmidts Ansinnen, Ebersbach zum Oberassistenten und damit zu seinem Nachfolger als Professor für Klassische Philologie zu machen, scheiterte an Ebersbachs Weigerung in die SED einzutreten. Danach lehrte er Deutsch als Fremdsprache ab 1967 in Leipzig, 1968 in Bagdad, 1971 bis 1974 an der Universität Budapest, wo er auch mit seiner Familie lebte.
Seit 1976 ist er freier Schriftsteller, Übersetzer und Herausgeber. Er schreibt Erzählungen und Romane, Kurzprosa, Gedichte, Essays, Kinderbücher, Biographien und Anekdoten. Er übersetzte aus dem Lateinischen ausgewählte Werke von Catull, Vergil, Ovid, Petronius, ferner das Waltharilied, Janus Pannonius und Jan Kochanowski.
1985 erhielt Ebersbach den Lion-Feuchtwanger-Preis, 1993 war er Stipendiat des Künstlerhauses Wiepersdorf und des Stuttgarter Schriftstellerhauses. Von 1997 bis 2002 war er Stadtschreiber in Bernburg. Danach lehrte er bis 2004 an der Universität Leipzig.
Ebersbach, der seit 1994 Mitglied des PEN-Zentrums Deutschland ist, veröffentlichte Prosa, Lyrik und Essays. Einzelne Werke wurden ins Slowenische und Koreanische übersetzt. Er lebt am Stadtrand von Leipzig.

## Werke (Auswahl)
- Der Sohn des Kaziken. Selbstverhör (Erzählungen). Verlag Neues Leben, Berlin 1978; Reclams Universalbibliothek, 903. Leipzig 1981.
- Heinrich Mann. Leben, Werk, Wirken. Reclams Universalbibliothek, 754. Leipzig 1978, 1982. Röderberg-Verlag, Frankfurt 1978, ISBN 3-87682-442-7.
- Francisco Pizarro. Glanz und Elend eines Conquistadors. (Biografie). Verlag Neues Leben Berlin 1984, 1987, Ullstein-TB, Berlin 1980/82/84, ISBN 3-355-00200-3, übersetzt ins Slowenische 1987.
- Peter auf der Faxenburg. (Kinderbuch). Kinderbuchverlag Berlin 1982 und öfter. Illustrationen von Antje Fretwurst-Colberg
- Der Verbannte von Tomi. (historische Erzählungen). Buchverlag Der Morgen, Berlin 1984/86.
- Seume in Teplitz. Popp, Grimma 1984/1999, ISBN 3-932960-07-6.
- Gajus und die Gladiatoren. (Jugendbuch TB Arena). Verlag Neues Leben, Berlin 1985/87, ISBN 3-355-00425-1.
- Vergil, Aeneis (aus dem Lateinischen, Prosaübertragung). Reclam Leipzig 1982, 1993, Reclam Stuttgart 2007. ISBN 3-379-00138-4.
- Catull, Gedichte. Reclam Leipzig 1974, 1981.
- Petron, Satyricon (Satyrgeschichten). Reclam Leipzig, 1984, 1986.
- Ovid, Tristen (Lieder der Trauer). Inselverlag Leipzig 1987 und Insel-TB Frankfurt am Main 1997, ISBN 3-458-33687-7.
- Rom und seine unbehausten Dichter. (Essays). Mitteldeutscher Verlag, Halle; Leipzig 1985/87, ISBN 3-354-00260-3 (Zeichnungen von Harry Jürgens).
- Der Schatten eines Satyrs. Historischer Roman um Titus Petronius. Buchverlag Der Morgen, Berlin 1986, ISBN 3-371-00128-8.
- Das Waltharilied. (nacherzählt von Volker Ebersbach). Verlag Neues Leben, Berlin 1987.
- Adam im Paradies. (gesammelte Erzählungen). Verlag Neues Leben, Berlin 1988, ISBN 3-355-00625-4.
- Tiberius – Erinnerungen eines vernünftigen Menschen. (historischer Roman). Mitteldeutscher Verlag, Halle-Leipzig 1991, ISBN 3-354-00609-9.
- Caroline. Historischer Roman. Mitteldeutscher Verlag Halle/Saale 1987, 1988, Ullstein, Frankfurt/Main 1992, ISBN 3-548-30278-5; Buchclub 65, Berlin 1989, ISBN 3-7464-0113-5
- Klassikerstrasse – Bilder aus Deutschlands Mitte. (Bildband). Mitteldeutscher Verlag, Halle/Saale 1993, ISBN 3-354-00809-1 (Fotos von Sebastian Kaps).
- Fünf Etüden über eine Eseley – Goethe und Lenz. (Erzählung). Boldt-Literaturverlag, Winsen (Luhe), Weimar 1994, ISBN 3-928788-10-8.
- Leipzig – eine Stadtlandschaft. (Bildband). Mitteldeutscher Verlag, Halle an der Saale 1994, ISBN 3-354-00815-6, (Fotos von Sebastian Kaps).
- Begegnungen der Weltgeschichte. (Essays). Edition, Leipzig 1994, ISBN 3-361-00422-5.
- Nietzsche in Turin. (Erzählung). Boldt-Literaturverlag, Winsen und Weimar 1994, ISBN 3-928788-11-6.
- Landkreis Bernburg. (Bildband). Anhaltische Verlags Gesellschaft, Dessau 1997, ISBN 3-910192-47-5, (Fotos Michael Kießlich).
- Ein geborener Genießer: Goethe-Anekdoten. Boldt-Literaturverlag, Winsen und Weimar 1995, ISBN 3-928788-16-7; 3-928788-21-3.
- Der träumerische Rebell Heinrich Heine. (Anekdoten). Boldt-Literaturverlag, Winsen und Weimar 1997, ISBN 3-928788-18-3.
- Heine liegt. Aus der Matratzengruft (Monolog). Boldt-Literaturverlag, Winsen und Weimar 1997, ISBN 3-928788-17-5.
- Carl August von Sachsen-Weimar-Eisenach (1757–1828) – Goethes Herzog und Freund. (Biographie). Böhlau, Köln 1998, ISBN 3-412-10997-5.
- Geschichte der Stadt Bernburg. 2 Bände. Anhaltische Verlagsgesellschaft, Dessau, Band 1: 1999, ISBN 3-910192-65-3; Band 2: 2000, ISBN 3-910192-79-3.
- Irdene Zeit, Gedichte. Popp, Grimma 1999, ISBN 3-932960-11-4.
- Die Weinreisen des Dionysos – ein mythischer Roman. Boldt-Literaturverlag, Winsen und Weimar 1999 (mit Illustrationen von Harry Jürgens), ISBN 3-928788-27-2.
- Kinder des Narziss. Popp, Waldsteinberg 2000, ISBN 3-932960-14-9.
- B-A-C-H oder Die Unwirklichkeit der Zeit. Boldt-Literaturverlag, Winsen und Weimar 2001, ISBN 3-928788-34-5.
- Novalis im Liebeslabyrinth. Boldt-Literaturverlag, Winsen und Weimar 2001, ISBN 3-928788-37-X.
- Köstliche Perlen finden sich reichlich – ein Kügelgen-Brevier. Janos Stekovics, Halle an der Saale 2002, ISBN 3-89923-024-8.
- Wilhelm von Kügelgen. Der Hofmaler, der Erzähler und der Zweifler. Ein biographischer Essay. Eigenverlag, Leipzig 2002.
- Nietzsches tragische Anthropologie. Leipziger Universitätsverlag, Leipzig, Band 1: 2002 und Band 2: 2006.
- Die kleine Residenz. Ein Lesebuch für Bernburg. Kulturstiftung, Bernburg 2005, ISBN 3-9810170-0-5.
- Der gestohlene Selbstmord. Parabeln. Boldt-Literaturverlag, Winsen 2004, ISBN 3-928788-48-5.
- Anekdoten über Goethe und Schiller. Wtv, Weimar, 2005, ISBN 3-937939-12-1 (mit Andreas Siekmann).
- Das Rosenwunder. (Ausschnitt aus dem Roman „Brot und Rosen“). Boldt, Winsen 2007, ISBN 978-3-928788-59-5.
- Allgemeinbildung: Große Persönlichkeiten. Arena, Würzburg 2008 (Hrsg. Martin Zimmermann), ISBN 978-3-401-50050-8.
- Anekdoten über Goethe und Schiller. Wtv, Weimarer Texte, Weimar 2011, ISBN 978-3-937939-12-4 (mit Andreas Siekmann).
- Und als ein Fremdling geblieben. Erzählungen. Nachrichten. Projekte-Verlag Cornelius, Halle/Saale 2012, ISBN 978-3-86237-847-0.
- Die letzte Fahrt der Württemberg. Erzählungen, Erinnerungen. VentVerlag, Leipzig 2012, ISBN 978-3-942560-05-4.
- Ich liebe, also bin ich: Stendhal. Ein biographischer Essay. Shaker Media, Aachen 2017, ISBN 978-3-95631-587-9 (mit Margit Ebersbach).

Die Werke von Volker Ebersbach sind auch als E-Books beim Verlag EDITION digital erschienen (https://edition-digital.de).

## Preise und Auszeichnungen
- Lion-Feuchtwanger-Preis, 1985